# ミッキーの大探検
『ミッキーの大探検』（原題：Mickey Down Under）は1948年に制作されたアニメーション短編映画作品。ミッキーマウスの短編映画シリーズの一作品である。

## 公開データ
| 公開日 上映時間 | 1948年（昭和23年） | 3月19日      | アメリカ合衆国 | 7分 |
| サイズ          | カラー             | スタンダード |                |     |

## ストーリー
プルートと一緒に、オーストラリアのジャングルの探検にやって来たミッキー。ブーメランを使って上手にバナナを落とすが、追いかけたプルートは迷子になってしまう。一方ミッキーはエミューの卵を発見するが、結果エミューの親に追いかけ回されて……！？

## 声の出演
| キャラクター   | 原語版               | 吹き替え版 |
| -------------- | -------------------- | ---------- |
| ミッキーマウス | ジム・マクドナルド   | 青柳隆志   |
| プルート       | ピント・コルヴィッグ | -          |

## スタッフ
| 製作       | ウォルト・ディズニー、ロイ・O・ディズニー |
| 脚本       | マクドナルド・マクファーソン、ジャック・ヒューバー |
| 音楽       | オリバー・ウォレス |
| 作画監督   | ウォード・キンボール |
| レイアウト | カール・カンポ |
| 原画       | ジェリー・ハスコック、ジョージ・クライゼル、サンディ・ストロザー、マーヴィン・ウッドワード、アーノルド・ジレスピー ハル・キング、ラリー・シルバーマン |
| 背景       | アート・ランディ |
| 監督       | チャールズ・オーガスト・ニコルズ |
| 制作       | ウォルト・ディズニー・プロダクション |

### 翻訳盤
| 翻訳     | 佐藤恵子 |
| 演出     | 向山宏志 |
| 音響製作 | 東北新社 |

## 映像ソフト化
- 『ミッキーマウス／カラー・エピソード Vol.2 限定保存版』（DVD、ブエナ・ビスタ・ホーム・エンターテイメント、新吹き替え版）